# American Society of Mechanical Engineers
La American Society of Mechanical Engineers ("Associazione americana degli ingegneri meccanici", più nota come ASME) è un'associazione statunitense di stampo ingegneristico, che conta oltre 130 000 membri in tutto il mondo.
ASME fu fondata nel 1880 da Alexander Lyman Holley, Henry Rossiter Worthington, John Edison Sweet e Matthias N. Forney in risposta a numerosi incidenti verificatisi su recipienti in pressione. Focalizzata all'inizio sull'ingegneria meccanica, ASME ha oggi carattere multidisciplinare.
Conosciuta per le sue norme e standard, ASME conduce una delle maggiori operazioni di pubblicazioni tecniche al mondo, organizza numerose conferenze tecniche e centinaia di corsi di sviluppo professionale ogni anno, oltre a sponsorizzare numerosi programmi di educazione e ad assegnare diversi riconoscimenti annuali (tra cui la Medaglia ASME).

## Standard e Codici ASME
ASME ha sviluppato una serie di codici di calcolo e standard che vengono considerati come norme di riferimento dalle altre autorità di controllo.

### ASME Boiler and Pressure Vessels Code (BPVC)
Il principale standard ASME, sia per dimensioni che per numero di volontari coinvolti nella sua preparazione, è l'ASME Boiler and Pressure Vessel Code (BPVC). Il BPVC include regole per la progettazione, la fabbricazione, l'installazione, l'ispezione e l'uso dei recipienti in pressione. Il codice include anche standard sui materiali, le saldature e le procedure di qualifica.

### Altre importanti aree di standardizzazione
Altre importanti aree di standardizzazione includono: scale mobili e ascensori (Serie A17); sistemi di tubazioni e condotte (Serie B31); attrezzature per il Bioprocessing (BPE); Valvole, Flange, Raccordi e Guarnizioni (B16).
l'ASME rappresenta anche una delle poche normative esistenti attualmente per il dimensionamento dei componenti dei reattori nucleari (un'altra è per esempio quella francese RCC-MRx).

## Membri illustri
- Charles Brinckerhoff Richards (1833–1919)
- Alexander T. Brown (1854–1929)
- Ken P. Chong
- Nancy D. Fitzroy
- Henry Gantt (1861–1919)
- James Powers (businessman)(1871-1927)
- John E. Leland
- William Mason (Colt)(1837–1913)
- Alexander C. Monteith (1902–1979)
- Hugh Pembroke Vowles (1885–1951)
- Samuel T. Wellman (1847–1919)
- John I. Yellott (1908–1986)
- Alexander Lyman Holley (1832–1882)
- Henry Rossiter Worthington (1817–1880)
- John Edson Sweet (1832–1916)